# Скляров Олександр Іванович
Олександр Іванович Скляров (нар. 23 листопада 1957, м. Старобільськ, Луганська область) — український економіст, член Національної комісії, що здійснює державне регулювання у сфері зв'язку та інформатизації. Голова Київської обласної ради (27 листопада 2020 — 27 квітня 2021).

## Освіта
Освіта повна вища, 1979 р. — Ворошиловградський сільськогосподарський інститут, спеціальність — економіка і організація сільського господарства.
Кандидат економічних наук (з 1987 р.).
Автор наукових публікацій з питань економіки, статистики, економічного аналізу. Закінчив курси банківської справи та фінансів в Університеті штату Айова, проходив стажування в банках Credit Suisse (Цюрих, Швейцарія), Bankers Trust (Нью-Йорк, США), Skopbanka (Гельсінкі, Фінляндія), курси Euromoney (Оксфорд, Велика Британія).
Має другий ранг державного службовця.

## Кар'єра
Вересень 1974 — січень 1979 — студент Ворошиловградського сільськогосподарського інституту, м. Ворошиловград;
Квітень 1979 — вересень 1982 — асистент кафедри статистики Ворошиловградського сільськогосподарського інституту, м. Ворошиловград;
Вересень 1982 — грудень 1985 — аспірант, молодший науковий співробітник лабораторії економічних дослідів Харківського сільськогосподарського інституту, м. Харків;
Грудень 1985 — травень 1990 — асистент кафедри статистики Ворошиловградського сільськогосподарського інституту, м. Ворошиловград;
Травень 1990 — квітень 1991 — вчений секретар — заступник голови секції економіки агропромислового виробництва Південного відділення Всесоюзної ордена Леніна академії сільськогосподарських наук ім. В. І. Леніна, м. Київ;
Квітень — серпень 1991 — вчений секретар відділу економіки агропромислового виробництва Української академії аграрних наук, м. Київ;
Серпень — жовтень 1991 — заступник директора Малого підприємства консультаційно-комерційної фірми «Апромакс», м. Київ;
Жовтень 1991 — серпень 1992 — головний спеціаліст Філіалу Асоціації «Агрозовннаука», м. Київ;
Серпень 1992 — липень 1995 — провідний економіст відділу валютних ресурсів і кореспондентських відносин‚ начальник відділу кореспондентських відносин головного управління валютних ресурсів і кореспондентських відносин‚ начальник управління валютних ресурсів і кореспондентських відносин Республіканського акціонерного комерційного агропромислового банку «Україна», м. Київ;
Липень 1995 — листопад 1998 — виконавчий директор Української аграрної біржі, м. Київ;
Листопад 1998 — червень 1999 — заступник голови Правління Республіканського акціонерного комерційного агропромислового банку «Україна», м. Київ;
Липень — грудень 1999 — заступник голови Правління банку — керівник Корпоративного бізнесу АКБ «Київ-Приват», м. Київ;
Грудень 1999 — червень 2004 — заступник генерального директора — координаційний директор, директор із спеціальних проектів СП «Український мобільний зв'язок», м. Київ;
Липень 2004 — квітень 2005 — заступник директора Громадської організації «Центр Європи» (на громадських засадах), м. Київ;
Травень 2005 — вересень 2007 — член Національної комісії з питань регулювання зв'язку України, м. Київ;
Серпень 2010 — лютий 2013 — голова Ради директорів, голова правління, радник секретаря Наглядової ради, голова правління Публічного акціонерного товариства «Фондова біржа ПФТС», м. Київ;
Травень 2014 — січень 2020 — член Національної комісії, що здійснює державне регулювання у сфері зв'язку та інформатизації, м. Київ (Указ Президента України «Про призначення Голови та членів Національної комісії, що здійснює державне регулювання у сфері зв'язку та інформатизації» від 17.05.2014 № 479/2014);
З січня по листопад 2020 — перший заступник голови Київської обласної державної адміністрації.
27 листопада 2020 — 27 квітня 2021 — голова Київської обласної ради.
Січень 2023 року — директор із взаємодії з органами влади, адміністративних питань та управління активами АТ «Укртрансгаз» групи Нафтогаз.

## Нагороди
- Орден Данила Галицького (2018).[9]

## Особисте життя
Має сина Аллена та доньку Маргариту. Був у шлюбі два рази.